# Araneus ellipticus
Araneus ellipticus là một loài nhện trong họ Araneidae.
Loài này thuộc chi Araneus. Araneus ellipticus được miêu tả năm 1981 bởi Benoy Krishna Tikader & Bal.